# OLX
OLXはニューヨーク、ブエノスアイレス、モスクワ、北京、ムンバイを拠点とするインターネット企業。ウェブサイトには、不動産、求人、車販売、サービス、コミュニティ、個人広告など様々なカテゴリーに渡るユーザーが作成したクラシファイド広告を無料で載せることができ、世界中に発信できる。
2006年3月、インターネット起業家のFabrice GrindaとAlec Oxenfordによって共同設立された。Fabriceは、2004年5月に8000億ドルの売上を出した携帯電話用着信音会社のZingy  の創設者でもある。 Alecはラテンアメリカのオンライン・オークションを牽引するDeRemate  の創設者でもある。DeRemateは、2005年11月にイーベイ関連会社であるMercadoLibre.comに売却された。

## 地理的範囲
2009年4月時点で、OLXは88カ国、39カ国語に対応。
対応国: アルジェリア、アルゼンチン、アルバ、オーストラリア、オーストリア、バハマ、ベラルーシ、ベルギー、ベリーズ、ボリビア、ブラジル、ブルガリア、カナダ、チリ、中国、コロンビア、コスタリカ、クロアチア、チェコ、デンマーク、ドミニカ、ドミニカ共和国、エクアドル、エストニア、フィンランド、フランス、ドイツ、ギリシャ、グレナダ、ガテマラ、ハイチ、ホンジュラス、香港、ハンガリー、インド、インドネシア、アイルランド、イスラエル、イタリア、ジャマイカ、日本、ヨルダン、カザフスタン、ラトビア、リヒテンシュタイン、リトアニア、ルクセンブルク、マレーシア、メキシコ、モナコ、モロッコ、オランダ、ニュージーランド、ニカラグア、ノルウェー、パキスタン、パナマ、パラグアイ、ペルー、フィリピン、ポーランド、ポルトガル、プエルトリコ、ルーマニア、ロシア連邦、セルビア、シンガポール、スロバキア、スロベニア、南アフリカ共和国、韓国、スペイン、スウェーデン、スイス、台湾、タイ、トリニダードトバコ、チュニジア、トルコ、タークスカイコス諸島、ウクライナ、アラブ首長国連邦、イギリス、アメリカ合衆国、ウルグアイ、ベネズエラ、ベトナム、
対応言語: ベンガル語、カタロニア語、中国語（繁体字）、中国語（簡体字）、オランダ語、英語、ブルガリア語、クロアチア語、チェコ語、エストニア語、フランス語、ドイツ語、ギリシャ語、ヘブライ語、ヒンディー語、ハンガリー語、インドネシア語、イタリア語、日本語、韓国語、ラトビア語、リトアニア語、ノルウェー語、ポーランド語、ポルトガル語、ルーマニア語、ロシア語、セルビア語、スロバキア語、スロベニア語、スペイン語、スウェーデン語、タガログ語、タイ語、トルコ語、ウクライナ語、ウルドゥー語、ベトナム語

## 特徴
OLXの特徴
- リッチテキスト形式でリストをデザイン
- 売買、コミュニティ活動の中心管理
- スパム管理
- Fotolog、Facebook、Friendsterなどのウェブサイトへのリスト売り込み
- 興味を持ったユーザーとのディスカッション
- どこにいても自分の希望に合ったアイテムを検索できる
- ウェブサイトから携帯電話へアクセス
- 幅広い対応言語

## 参照
1. ↑  VentureVoice Interview
2. ↑  Forbesの記事'Zingy Founder Steps Down'
3. ↑  OLXについて